# Noccaea kovatsii
Noccaea kovatsii (талабан Ковача як Thlaspi kovatsii) — вид квіткових рослин родини капустяних (Brassicaceae).

## Біоморфологічна характеристика
Це багаторічна рослина 15–60 см. Суцвіття при плодах подовжене, 8–20 см завдовжки. Квітконіжки довші за стручечка. Стручечки яйцювато-клинувато-трикутні, 5–6.5 мм.

## Поширення
Албанія, Болгарія, Угорщина, Румунія, Україна, Боснія і Герцеговина, Македонія, Сербія.
В Україні росте на вапнякових схилах, рідко — у високогірному поясі Карпат (хр. Свидовець, Чивчинські гори на вис. 1650 м).